# Герардо Леонардо Аппиано
Гера́рдо Леона́рдо д’Аппиа́но (итал. Gherardo Leonardo Appiano; ок. 1370, Пиза, Пизанская республика — май 1405, Пьомбино синьория Пьомбино) — представитель дома Аппиано, глава Пизанской республики с 1398 по 1399 год, синьор Пьомбино с 1399 по 1405 год, пфальцграф Священной Римской империи с 1402 по 1405 год.
Продал Миланскому герцогству правление над Пизанской республикой, сохранив за собой часть территории, на которой основал синьорию Пьомбино. Построил дворец Аппиано — первую резиденцию сеньоров Пьомбино. Даровал подданным устав. В войне с Генуэзской республикой отстоял независимость своих владений. Заключил договор с Флорентийской республикой о взаимной военной поддержке.

## Биография

### Пизанский период
Родился около 1370 года в Пизе. Он был средним сыном канцлера Якопо Аппиано, будущего правителя Пизанской республики и его первой супруги Маргариты да Кальчи. В октябре 1397 года умер старший брат Герардо Леонардо, и он занял его место, став капитаном народа. В январе 1398 года, по приказу отца, руководил арестом посланников Джан Галеаццо Висконти и вытеснил из города наёмников миланского герцога. Вскоре после этого, и снова по приказу отца, освободил ранее арестованных им же посланников во главе с Никколо Паллавичини, который от имени миланского герцога посвятил Герардо Леонардо в рыцари.
После смерти отца, 5 сентября 1398 года, стал правителем Пизанской республики. Герардо Леонардо не обладал сильным характером и талантом дипломата. Он понимал, что не сможет править республикой, которая находилась в сфере интересов, враждовавших между собой, Милана и Флоренции и решил продать миланскому герцогу правление над Пизой. Чтобы помешать осуществлению этого проекта, Флоренция отправила в Пизу посланников под предлогом заключения договора об открытии пизанского порта для своих торговцев. В январе 1399 года Герардо Леонардо, опираясь на поддержку наёмников из Милана, выслал флорентийских посланников из города, после того, как те попытались спровоцировать в Пизе беспорядки, чтобы помешать переговорам между Аппиано и Висконти. Он изгнал из Совета старейшин всех своих противников, подавил оппозицию и некоторое время правил республикой как синьор.

### Синьор Пьомбино
13 февраля 1399 года Герардо Леонардо подписал соглашение о продаже миланскому герцогу правления над Пизанской республикой за двести тысяч флоринов, сохранив за собой небольшую часть её территории. Когда стало известно о сделке, представители влиятельных пизанских семей просили его продать правление над республикой им, но он отказался, передал властные полномочия представителю миланского герцога, Антоньоло Порро и отбыл в свои владения. Герардо Леонардо стал первым синьором Пьомбино из дома Аппиано, после того, как император Священной Римской империи учредил в его владениях синьорию. Он также получил наследный титул пфальцграфа Священной Римской империи. В 1400 году ему удалось расширить свои владения покупкой замков Валле и Монтионе. На средства, полученные им от миланского герцога, он построил в Пьомбино дворец. Своё правление Герардо Леонардо начал с того, что даровал своим подданным устав и ряд привилегий. Его полный титул был следующим: граф Герардо Леонардо, синьор Пьомбино, Скарлино, Популонии, Суверето, Буриано, Аббадья-аль-Фаньо, Виньяле, Валле, Монтиони и островов Эльба, Монтекристо, Пьяноза, Черболи и Пальмайола, пфальцграф Священной Римской империи.
В 1401 и 1402 годах, Генуэзская республика безуспешно пыталась захватить территорию синьории Пьомбино. Поводом к войне послужили взаимовыгодные отношения Герардо Леонардо с каталонскими пиратами, враждовавшими с Генуей. За плату он позволил их судам швартоваться в своих портах и снабжал провиантом. Настоящей причиной для начала войны было желание генуэзцев захватить богатые квасцами рудники на острове Эльба. В июне — июле 1401 года генуэзские военные суда подошли к этому острову. Герардо Леонардо предпочёл заплатить генуэзцам девятнадцать тысяч флоринов, и те отступили. Однако в сентябре следующего года Генуя снова направила флот к его владениям. В морском сражении у острова Эльба 17 сентября 1402 года пьомбинцы одержали победу над генуэзцами, и в следующем году стороны заключили мирное соглашение
.
Враждебное отношение Генуи подтолкнуло Герардо Леонардо к решению искать военного союза с Флоренцией и Сиеной. 3 июня 1403 года он принёс коммендацию Флорентийской республике сроком на шесть лет, с обязательством ежегодного участия в палио на день святого Иоанна Крестителя. Со своей стороны Флоренция обеспечивала военную поддержку Пьомбино и обязалась ежегодно выплачивать Герардо Леонардо сумму в размере трёх тысяч шестьсот флоринов. Флорентийскую республику на переговорах с синьором Пьомбино представлял Филиппо Магалотти.
Герардо Леонардо умер в Пьомбино в мае 1405 года. Под именем Якопо II ему наследовал несовершеннолетний сын, регентом при котором, согласно воле покойного синьора, была назначена его вдова, Паола Колонна. В завещании, написанном незадолго до смерти, Герардо Леонардо указал на то, что власть в доме Аппиано должна передаваться лишь по мужской линии и рекомендовал наследнику поддерживать союзнические отношения с Флорентийской республикой. Он также завещал денежные ренты по тысяче флоринов брату Эмануэле и племяннику Ванни и сумму в три тысячи флоринов в приданое своей старшей дочери Катерине.

### Брак и потомство
В Риме 18 июня 1396 года Герардо Леонардо сочетался браком с Паолой Колонна (1378/1379 — 30.11.1445), дочерью Агапито Колонна, синьора Дженаццано и Катерины де Конти из дома графов Сеньи. Его жена приходилась сестрой римскому папе Мартину V. В браке у супругов родились четверо детей:
- Катерина[итал.] (1398 — 19.02.1451), синьора Пьомбино, Скарлино, Популонии, Суверето, Буриано, Аббадья-аль-Фаньо, Виньяле, Валле, Монтиони и островов Эльба, Монтекристо, Пьяноза, Черболи и Пальмайола с 30 ноября 1445 года, в 1440 году в Пьомбино сочеталась браком с Ринальдо Орсини[итал.] (ум. 13.07.1450), графом Тальякоццо, генералом армии Сиенской республики;
- Якопо (1400/1401 — 27.12.1441), синьор Пьомбино, Скарлино, Популонии, Суверето, Буриано, Аббадья-аль-Фаньо, Виньяле, Валле, Монтиони и островов Эльба, Монтекристо, Пьяноза, Черболи и Пальмайола с мая 1405 года под именем Якопо II, синьор Монтеверде с 1431 по 1433 год, пфальцграф Священной Римской империи, в 1413 году в Генуе сочетался браком с Донеллой Фиески (1400 — 1467), дочерью генуэзского патриция Луки Фиески, графа Лаванья, генерала армии Флорентийской республики;
- Виоланте (1403 — ?), в 1420 году[14] сочеталась браком с Берардо III да Варано (ум. 12.07.1434)[14], синьором Камерино;
- Полиссена (1404 — 1431), в 1423 году сочеталась браком с Джиберто II Пио (ум. 17.07.1466), синьором Карпи[7].